# Frederick Fleet
Frederick Fleet (Liverpool, 15 de outubro de 1887 – Southampton, 10 de janeiro de 1965) foi um marinheiro britânico, designado como vigia durante a viagem inaugural do RMS Titanic em abril de 1912. Ele sobreviveu à tragedia depois de detectar o iceberg fatal que acabaria por afundar a embarcação. Mais tarde, Fleet sofreu uma grave depressão e se suicidou.

## Biografia

### Início da vida
Frederick Fleet nasceu em 15 de outubro de 1887 na cidade de Liverpool, Inglaterra. Ele nunca conheceu seu pai e sua mãe o abandonou, fugindo com seu namorado para Springfield, Massachussetts, nos Estados Unidos, para nunca mais ser vista novamente. Frederick foi criado por uma sucessão de famílias de acolhimento e parentes distantes. Em 1903, ele entrou na marinha mercante, servindo inicialmente como marinheiro de convés.
Antes de se juntar à tripulação do RMS Titanic, ele navegou por mais de quatro anos como vigia no RMS Oceanic. Como marinheiro, Fleet ganhou cinco libras por mês e mais 5 xelins extras para o serviço de vigia. E foi como vigia que Fleet se juntou ao Titanic em abril de 1912, junto com outros cinco vigias.

### RMSTitanic

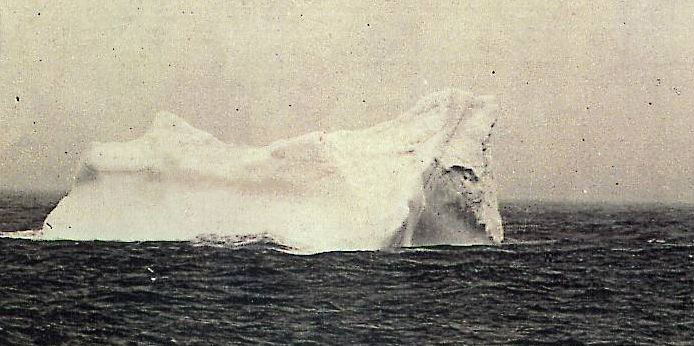
O iceberg que acredita-se ter batido no Titanic, fotografado na manhã do dia 15 de abril de 1912.

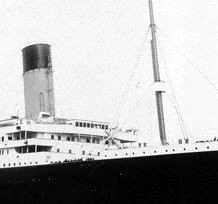
O cesto da gávea do qual Fleet e Lee avistaram o iceberg pode ser visto na foto.

Fleet embarcou no Titanic em Southampton em 10 de abril de 1912. O navio fez duas escalas, Cherbourg, na França e Queenstown, na Irlanda. Os vigias, seis no total, fizeram turnos de duas horas devido ao frio extremo no cesto da gávea. A viagem ocorreu sem intercorrências até a noite de 14 de abril de 1912. Às 22:00 (10PM) naquela noite, Fleet e seu vigia companheiro Reginald Lee substituíram George Symons e Archie Jewell no cesto. Durante a troca, eles receberam a ordem dada anteriormente pelo segundo oficial Charles Lightoller para estarem atentos aos icebergs. A noite estava calma e sem lua, o que dificultou a detecção de icebergs devido à falta de ondas em sua base e a ausência de luz que permitia ver sua reflexão. Apesar dos repetidos pedidos por binóculos, eles não estavam disponíveis para os vigias. A falta de binóculos foi atribuído à mudança de última hora na hierarquia do navio, quando o oficial David Blair foi substituído por Henry Tingle Wilde e o mesmo se esqueceu de mencionar o local onde os binóculos estavam localizados. Também foi mencionado que Blair acidentalmente pegou as chaves do gabinete que continha os binóculos. Apesar de ambas as investigações sobre o desastre, nada esclareceu por que os vigias não foram fornecidos com binóculos, embora algumas evidências sugerem que os vigias dos navios da White Star Line não tinham o hábito de usá-los com frequência. Além disso, alguns especialistas afirmaram que, mesmo usando binóculos, nem Fleet e nem Lee poderiam ter visto o iceberg com antecedência, tendo em conta as condições da noite no dia do naufrágio.
Às 23:39 (11:39PM), Fleet avistou o iceberg e tocou o sino de alerta três vezes para avisar a ponte de algo à frente. Então, usando o telefone do cesto, ele pronunciou "Iceberg diretamente à frente!" ao sexto oficial James Paul Moody, que imediatamente notificou o primeiro oficial William McMaster Murdoch; responsável pela ponte. Após a colisão, Fleet e Lee permaneceram em seus postos por mais vinte minutos.
Às 00:00, Fleet e Lee foram substituídos pelos vigias Alfred Frank Evans e George Hogg, que foram liberados de suas funções vinte minutos depois.

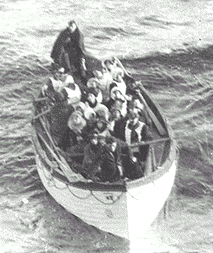
Barco salva-vidas Nº 6 com Fleet a bordo aproximando-se do Carpathia.

Fleet foi até o convés do navio e ajudou a preparar o bote salva-vidas Nº 6. Minutos depois, quando o bote já estava preparado, o segundo oficial Lightoller colocou o quartel-mestre Robert Hichens no comando do bote com Fleet a bordo. À medida que o bote foi sendo lançado ao mar, Hichens e a socialite americana Margaret Brown perceberam que havia apenas dois marinheiros para comandar o barco, incluindo Feet, sendo feito o pedido para que outro marinheiro fosse enviado. Como não havia nenhum marinheiro por perto, o coronel canadense Arthur Godfrey Peuchen se ofereceu para o cargo, dizendo que tinha experiência em vela. Ele foi ordenado por Lightoller a chegar até o barco descendo uma corda, o que ele fez com sucesso.
Uma vez longe do navio afundando, o bote tentou alcançar as luzes de um navio distante, o que muitos acreditam ser o SS Californian. Enquanto Hichens comandava o leme, Fleet e Peuchen comandavam os remos. Problemas surgiram no bote quando Hichens insultou e maltratou os remeiros, incluindo Margaret Brown e Helen Churchill Candee. Mais tarde na noite, houve uma discussão sobre voltar ao local do naufrágio para resgatar sobreviventes no mar; Hichens foi contra o retorno, dizendo que eles seriam inundados por nadadores. O bote finalmente chegou ao RMS Carpathia às 6:00 da manhã na segunda-feira, 15 de abril de 1912.
Após o desastre, Fleet foi submetido a dois inquéritos; Primeiro, o inquérito dos EUA e, em seguida, o inquérito britânico. Nos Estados Unidos, ele foi interrogado pelo senador William Alden Smith, a quem repetidamente disse que se eles estivessem equipados com binóculos, o desastre não teria acontecido. Antes do inquérito britânico, ele foi submetido a um longo exame, muitas vezes repetitivo, para o qual se recusou a responder a maioria das questões. Lord Mersey, presidente da Comissão, concluiu o interrogatório de Fleet dizendo-lhe que estava grato por sua disposição em responder às perguntas, apesar de sua cautela ao responder cada uma delas. Fleet respondeu com um sarcástico "Obrigado".

### Guerras mundiais e vida posterior
Fleet serviu no navio irmão do Titanic, RMS Olympic, antes de deixar a White Star Line em agosto de 1912, depois de perceber que a empresa passou a tratar os envolvidos com o Titanic de forma diferente. Durante os próximos 24 anos, navegou para diferentes companhias de navegação, incluindo a Union-Castle Line. Fleet serviu em navios mercantes durante a Primeira Guerra Mundial. Mais tarde, ele voltou a ser vigia no Olympic durante a década de 1920 e início dos anos 1930. Quando ele deixou o mar em 1936, ele foi contratado pela Harland and Wolff para trabalhar nos estaleiros da empresa em Southampton. Enquanto trabalhou por lá, ele morou com o irmão de sua esposa. Ele serviu novamente durante a Segunda Guerra Mundial.
Mais tarde, quando estava prestes a se aposentar, ele se tornou um vendedor de jornal, passando por dificuldades financeiras.

### Morte
Pouco depois do Natal, em 28 de dezembro de 1964, a esposa de Fleet faleceu e seu irmão o expulsou da casa. Consequentemente, Fleet caiu em depressão profunda. Ele retornou à casa de seu cunhado e enforcou-se no jardim em 10 de janeiro de 1965, aos 77 anos de idade. Fleet foi enterrado no cemitério de Hollybrook, em Southampton. O túmulo ficou desmarcado até 1993, quando uma lápide com gravura do Titanic foi erguida através de doações da Titanic Historical Society.
No 100º aniversário do desastre do Titanic, ocorreu um incidente no túmulo de Fleet, onde as guirlandas comemorativas do centenário foram removidas e substituídas por um binóculo, deixado por uma pessoa desconhecida. Juntamente com o binóculo foi deixada uma nota cujo texto ironizava a ausência do instrumento na noite de 14 de abril de 1912. O incidente foi repudiado pela British Titanic Society.